# Дерчі
Дерчі (груз. დერჩი) — село в Грузії.
За даними перепису населення 2014 року в селі проживає 159 осіб.